# トライフォース

トライフォースの形状

トライフォース（Triforce）とは、任天堂のコンピューターゲーム『ゼルダの伝説』シリーズに登場する架空の秘宝である。

## 概要
トライフォースは3枚の三角形の板が三つ鱗のように連なって大きな三角形を構成した形状で、「黄金の大三角」「黄金の聖三角」などと呼ばれる。触れた者の願いを叶える力を持ち、作中ではこれを巡ってリンク、ゼルダ、ガノン（ガノンドロフ）の3人が渦中に巻き込まれていく。
作品世界において神々が天地開闢の地に遺した神器とされ、聖地に安置されている。『時のオカリナ』で語られた創世の物語によれば、世界を創造した「三柱の女神」である「力の女神ディン」「知恵の女神ネール」「勇気の女神フロル」によって残された遺産とされている。これらの女神たちの名前を由来とし、トライフォースの3つの構成要素はそれぞれ「力のトライフォース」「知恵のトライフォース」「勇気のトライフォース」と呼ばれている（以下、それぞれを「力」「知恵」「勇気」と略記する）。トライフォースを正面から見て上に位置するものが「力」、左下のものが「知恵」、右下のものが「勇気」に当たる。なお、このトライフォースが全シリーズ同一のものかどうかは不明である。
第1作目の『ゼルダの伝説』では「力」と「知恵」の2種のみ登場し、「勇気」は第2作目『リンクの冒険』で初登場する。トライフォースの形状は物語の舞台となるハイラル王国の紋章にも用いられ、王国各地で目にすることができる。また王国と関係なくとも、本シリーズの特徴的なマークとしてゲーム内の様々な物や場所に描かれている。
一部のシリーズ作品では、トライフォースの一片を小さくしたような「フォース」と呼ばれるものが登場する。フォースは万物の力の源で、トライフォースはその究極の力とされる。『ふしぎのぼうし』では天から降り立った種族「ピッコル」がもたらしたのちにハイラル王家の姫に宿ったとの伝承が残され、『大地の汽笛』では賢者センリンが「人が人を思う感謝の心の結晶」と語っている。

## トライフォースと所有者
前述の通り、トライフォースには触れた者の望みを叶える力がある。しかし、触れた者に力、知恵、勇気のいずれかの要素が欠けていた場合、それぞれの力を司る3つの部分に分かれてしまう。この時、触れた者の手元にはその人物を最も象徴する要素の部位しか残らず、残りは他の最もふさわしい人物の手に渡る。トライフォースを宿した者の利き手の甲にはトライフォースの紋章があざとなって現れ、宿した要素の部分が金色の輝きを放つ。
トライフォースは3つの要素が合わさって初めて本来の力を発揮する。そのため、トライフォースの一部を宿した者が完全な力を得るためには、残りのトライフォースを宿した者、またはトライフォースそのものを探し出す必要がある。分かれた3つのトライフォースは共鳴し合い1つになろうとすることから、手にした者はそれぞれ対面する運命にある。
善悪の概念が生まれる前の時代に創られた物であるため、トライフォース自体が物事の善悪を判断することはなく、その効果は使用者に左右される。『神々のトライフォース』では、ガノンがトライフォースを用いて闇の世界を作り、リンクはトライフォースを用いて世界を元に戻した。
また、トライフォースの一角がさらに細かく分割されることがあり、その欠片を集めることで分割前のトライフォースの力が得られる。一例として、第1作目ではゼルダ姫が「知恵」を8つに分割して各地に隠していたが、リンクがこれらを集めて力を手にしている。

## 作品別の位置付け

### ゼルダの伝説シリーズ
以下は発売順に記載しているが、シリーズ全体の時系列とは異なる。時系列の詳細は「ゼルダの伝説シリーズ#時系列」を参照。
ゼルダの伝説
復活したガノンがトライフォースの強奪を目論む。二つあるうちの一つ「力」はガノンに奪われたが、もう一つの「知恵」は寸前のところでゼルダが8つに分けて隠した。リンクはこの8つの小片を集めて「知恵」を完成させ、「力」を持つガノンに立ち向かう。
この作品では「勇気」のトライフォースは登場しない。
リンクの冒険
リンクこそが「勇気」を宿す素質を持つ者だと判明する。リンクは試練に身を投じ、大神殿にいるトライフォースの守護神を撃破して「勇気」を手にする。
ゼルダの伝説 神々のトライフォース
勇者を倒し全てのトライフォースを手に入れた魔王ガノンは、その力を用いて聖地を闇の世界へと変えてしまう。しかし、後の時代でリンクがガノンを倒しトライフォースに願いを込めたことで世界が元通りになり、命を奪われた者たちが蘇る。
ゼルダの伝説 時のオカリナ
聖地に安置されていたが、その入り口となる「時の神殿」の封印をリンクが解き7年後の世界に渡った際、隙を突いて聖地に侵入した魔盗賊ガノンドロフがトライフォースに触れたことで3つに分裂、「力」を手にしたガノンドロフは大魔王となり、「知恵」はゼルダに、「勇気」はリンクに宿る。その後の戦いではガノンドロフが「力」を暴走させて怪物「ガノン」へと変貌するが、リンクとゼルダに敗れ「力」を所持したまま封印される。戦いを終えリンクが元の時代へ戻る際、7年後の世界では「勇気」が8つに分かれ飛び散る。一方で、帰還後のリンクの手の甲には「勇気」が宿っており、その影響で、本来の時代に存在するゼルダとガノンドロフにもそれぞれ「知恵」と「力」が宿ることになる。
ゼルダの伝説 ふしぎの木の実
トライフォースの導きによりリンクがハイラルとは別の地方「ホロドラム」「ラブレンヌ」へ転移し、ガノン復活を目論む者達と戦うことになる。リンクが全ての冒険を終えた後、トライフォースは3つに分かれ、鳥のように方々へ飛び去っていく。
ゼルダの伝説 風のタクト
『時のオカリナ』の未来世界から数百年後の時代の話であり、登場するトライフォースも『時のオカリナ』の7年後の世界のものと同一である。
「力」はガノンが引き続き所持しており、「知恵」は王家で代々受け継がれて現代のゼルダに宿っている。「勇気」はハイラル各所にある8つの「トライフォースのかけら」をリンクが集めることで完成する。最終的には3つともガノンドロフの手に渡るが、ハイラル王がガノンドロフよりも先に触れて野望を阻止し、その後、トライフォースはどこかへ飛び去る。
ゼルダの伝説 トワイライトプリンセス
トライフォース自体は登場しないが、リンク、ゼルダ、ガノンドロフそれぞれの手の甲にトライフォースの紋章が浮かび上がり、力が発揮される。物語の中では「神の力」と呼ばれている。
ゼルダの伝説 スカイウォードソード
作中の伝承では、神々が地上で暮らす人々のために与え女神ハイリアがこれを守護したとされている。作中の時代では天空の島「スカイロフト」にある「空の塔」に3箇所に分けて保管され、リンクによりトライフォースが一つになる。その後、リンクがトライフォースに願いを込め、復活を目論んでいた魔物「封印されしもの」が消滅する。
ゼルダの伝説 神々のトライフォース2
『神々のトライフォース』のはるか未来の話。ハイラルと対をなす世界・ロウラルにはかつてハイラルの物とは別に、ロウラルのトライフォースが存在したが、これをめぐって争いが絶えず、王家によって破壊された。争いは終息したものの、トライフォースを失ったロウラルは衰退の一途をたどっていた。そうした中、ロウラルの司祭ユガが聖地で偶然ハイラルへつながる入口を見つけ、その先にトライフォースがあることを知る。ロウラル王国の王女ヒルダは王国復興のためにハイラルのトライフォースの強奪を企て、ユガをハイラルへ派遣する。ユガはハイラルの7賢者とゼルダを絵画の中に封印した後、「力」を宿している魔王ガノンを復活させて融合する。その後、リンクは7賢者を救出し「勇気」の力を宿す。最終決戦の際、ゼルダに宿った「知恵」をヒルダが強奪するも、ユガが裏切ってトライフォースごとヒルダを絵画に封印、その絵画を取り込んで、ユガは「力」と「知恵」の2つを宿す。最終的にユガはリンクに倒され、再びひとつになったトライフォースはハイラルに戻る。帰還したリンクとゼルダはトライフォースに願いを込め、ロウラルのトライフォースが復活する。
ゼルダの伝説 知恵のかりもの
物語の中では「トライフォース」ではなく「大いなる力」と呼ばれている。
ハイラルの世界を無に帰そうと目論むヌゥルが、ゼルダの姿をコピーした「カリモノ」を創り出し、「いにしえの森」の地下に安置されている大いなる力の前に向かわせる。すると大いなる力は3片に分かれ、1片はカリモノのゼルダに、残りの2片はゼルダとリンクに宿る。ヌゥルはカリモノのゼルダを取り込んで力を手に入れ、ハイラルの大地に巨大な裂け目を発生させる。ヌゥルがゼルダとリンクにより撃破された後、再び1つとなった大いなる力は天に昇り、大地は元通りになる。

### 派生作品
ゼルダ無双 / ゼルダ無双 ハイラルオールスターズ / ゼルダ無双 ハイラルオールスターズ DX
「勇気」は勇者が、「知恵」はハイラルの王女が、「力」は魔女が持ち、それぞれが代々受け継がれていた。しかし、「力」を所持していた魔女シアが、かつての所持者であったガノンドロフに心の闇を突かれて善の心を排除され、操られてしまう。その後、トライフォースの所持者であるリンクとシーク（=ゼルダ）を罠にかけてトライフォースを強奪、その力で時空を捻じ曲げ異次元世界を次々に出現させる。やがてシアは自身から分離しトライフォースを狙ったガノンドロフを退けるも、再び攻め込んできたハイラル軍によって倒される。「知恵」と「勇気」は元の持ち主に戻り、「力」はシアの半身（善の部分）だった魔女ラナが受け継ぎ、時空は元に戻る。しかし、完全復活したガノンドロフがラナ、ゼルダ、リンクを襲って3つのトライフォースを強奪、最後はその力を暴走させて魔獣ガノンに変身する。戦いの末、ハイラル軍が勝利してトライフォースは再び元の持ち主に戻り、その力でガノンは消滅する。
その後、今度はファントムガノンがラナを襲って「力」を奪い、その力で『風のタクト』の異次元世界を出現させる。ラナは闇の世界に追放されていたシアを救い出し、シアと共にハイラル軍に加勢して異次元世界に攻め込む。結果ファントムガノンは倒され、「力」が奪還されて時空も元に戻る。以降、「力」はラナとシアの2人によって管理されることとなる。

### ゼルダの伝説シリーズ以外の作品
星のカービィ スーパーデラックス
「洞窟大作戦」モードの中で、宝物の1つとして登場する。高い値打ちがある。
どうぶつの森シリーズ
部屋の中に置くことができる「家具」の1つとして登場する。部屋作りの出来を評価する「ハッピールームアカデミー」からとても高い評価を得られる「ラッキー家具」に数えられている。
大乱闘スマッシュブラザーズシリーズ
作中に登場するゼルダの伝説シリーズのキャラクターや対戦ステージのシンボルマークとして、トライフォースの形が使用されている。
大乱闘スマッシュブラザーズDX
オープニングにリンク、ゼルダともう1人の手が登場する時に出現する。この手はガノンドロフの手であり、同作でガノンドロフが隠しキャラクターとして登場する伏線となっている。
大乱闘スマッシュブラザーズX
「亜空の使者」モードではリンク（『トワイライトプリンセス』仕様）の左手に宿っており、勇気のトライフォースのあざは濃い金色の輝きを放っている。
「大乱闘」モードなどでは、リンクとトゥーンリンク（『風のタクト』仕様）がスマッシュボールというアイテムを取ると、オリジナルの必殺技「最後の切りふだ」として「トライフォースラッシュ」を使用できる。これは、2組のトライフォースで相手を挟み込んだ後、空中で連続斬りを繰り出すというもの。この技は『大乱闘スマッシュブラザーズ for Nintendo 3DS / Wii U』でも用いられている。続編の『大乱闘スマッシュブラザーズ SPECIAL』ではこどもリンクとトゥーンリンクが使用する。リンクは最後の切りふだが別のものに変更されたため、使用しない。
任天童子
収集アイテム「秘宝」の一種として「黄金色の大三角（こがねいろのだいさんかく）」の名前で登場。

## その他
2002年に発表された、任天堂、セガ（後のセガ・インタラクティブ）、ナムコ（後のバンダイナムコエンターテインメント）が共同開発したアーケードゲーム用システム基板にも「トライフォース」の名称が用いられている。